# Albert Trough
Koordinaten: 77° 16′ S, 33° 28′ W
Der Albert Trough ist eine 18 km lange und 1,3 km breite Tiefseerinne vor der Luitpold-Küste des ostantarktischen Coatslands. Sie liegt südwestlich der Albertbank.
Das UK Antarctic Place-Names Committee benannte sie 2012 in Anlehnung an die Benennung der Albertbank. Deren Namensgeber ist Albert I. von Monaco (1848–1922), der 1903 maßgeblich an der Erstellung erster Karten der General Bathymetric Chart of the Oceans (GEBCO) beteiligt war.